# 1894年のスポーツ
- 年度別スポーツ記事一覧

## 総合競技大会
- 6月16日～24日 - パリのソルボンヌ大学で13カ国の代表会議が開かれ、オリンピック復活が決定、国際オリンピック委員会が設立される

## アイスホッケー
- スタンレー・カップ優勝：モントリオールAAA (AHA)、準優勝：オタワ・ゼネラルズ (AHA)

## 競馬

### イギリス
クラシック
- 2000ギニー - ラダス
- 1000ギニー - エミアブル
- エプソムダービー - ラダス
- エプソムオークス - エミアブル
- セントレジャーステークス - Throstle

その他主要レース
- ジョッキークラブステークス - アイシングラス（第1回・現在は重要な競走ではなくなっている）
- アスコットゴールドカップ - ラフレッシュ
- エクリプスステークス - アイシングラス
- チャンピオンステークス - ラフレッシュ
- グランドナショナル - ワイナット

### アメリカ合衆国
- ウィザーズステークス - ドミノ
- ベルモントステークス - ヘンリーオブナバール
- ローレンスリアライゼーションステークス - ドビンズ

### フランス
- パリ大賞典 - Dolam Baghtehe
- ジョッケクルブ賞 - Gospodar

### オーストラリア
- メルボルンカップ - パトロン

## ゴルフ

### 世界4大大会（男子）
- 全英オープン優勝者：ジョン・ヘンリー・テイラー（イギリス）
- 12月22日 - 全米ゴルフ協会結成

## サッカー

### イングランド
- フットボールリーグ1部（1893-1894シーズン）優勝：アストン・ヴィラ
- FAカップ決勝

ノッツ・カウンティー 4-1 ボルトン・ワンダラーズ

## テニス

### グランドスラム
- 全仏選手権　男子単優勝：アンドレ・バシェロー（フランス）
- ウィンブルドン　男子単優勝：ジョシュア・ピム（イギリス）、女子単優勝：ブランチ・ビングリー・ヒルヤード（イギリス）
- 全米選手権　男子単優勝：ロバート・レン（アメリカ）、女子単優勝：ヘレン・ヘルウィッグ（アメリカ）

## ボート
- オックスフォード・ケンブリッジ大学対抗レガッタ優勝：オックスフォード大学

## モータースポーツ
- 7月22日 - パリ・ルーアン間でフランス最初の自動車競走開催

## 野球

### アメリカ大リーグ
- ナショナルリーグ優勝：ボルチモア・オリオールズ

## ラグビー
- ホームネイションズ

優勝：アイルランド

## 誕生
- 2月5日 - 槇有恒（宮城県、登山家、+1989年）
- 2月9日 - 香山蕃（京都府、ラグビー、+1963年）
- 3月30日 - トーマス・グリーン（イギリス、陸上競技、+1975年）
- 6月9日 - ネド・ナジ（イタリア、フェンシング、+1940年）
- 6月28日 - フランシス・ハンター（アメリカ、テニス、+1981年）
- 7月24日 - マグダ・ユーリン（スウェーデン、フィギュアスケート、+1990年）
- 8月1日 - オッタビオ・ボテッキア（イタリア、自転車競技、+1927年）
- 8月3日 - ハリー・ハイルマン（アメリカ、野球、+1951年）
- 8月25日 - アルフレート・ベルガー（オーストリア、フィギュアスケート、+1966年）
- 9月24日 - トミー・アーマー（イギリス、ゴルフ、+1968年）
- 9月29日 - トルライフ・ハウグ（ノルウェー、ノルディックスキー、+1934年）
- 10月5日 - ベビル・ラッド（南アフリカ、陸上競技、+1948年）
- 11月2日 - ビル・ジョンストン（アメリカ、テニス、+1946年）